# 同徳女子大学校
同徳女子大学校（トンドクじょしだいがっこう、朝鮮語: 동덕여자대학교、英語: Dongduk Women's University）は、大韓民国のソウル特別市城北区にある私立大学。

## 沿革
1908年4月、同徳女子義塾として趙東植により設立された。大韓帝国が日本の保護国となり外圧が強まる中で、民族更生のためには韓国女性の教育が急務であるとして設立された韓国最初の女性私学校である。1988年に総合大学に昇格し、現在8つの単科大学、6つの学部、18の学科と7つの大学院によって構成されている。
年表
- 1908年4月 - 韓国最初の女性私学校である同德女子義塾が設立。
- 1950年5月 - 同徳女子大学となる。
- 1957年3月 - 4年制の初級大学を附設。
- 1988年3月 - 総合大学として昇格。
- 2024年11月 - 共学化に反対するデモが発生[2]。

## 教育目標
1. 人間化教育（徳と教養を備えた知識人）
2. 社会化教育（和と奉仕の心を持った社会）
3. 専門化教育（創意性と実用性のある専門家）
4. 世界化教育（未来志向の国際人）

## 学部
人文大学
- 国語国文学科
- 文芸創作学科
- 国史学学科
- 英語学科
- 日本語学科
- 中国語学科
- フランス語学科
- ドイツ語学科

社会大学
- 経営学科
- 経済学科
- 国際経営学科
- 児童学科
- 社会福祉学科
- 文献情報学科

自然科学大学
- 食品栄養学科
- 保健管理学科
- 応用化学科
- 体育学科

情報大学
- コンピューター学科
- データ情報学科

薬学大学
- 薬学科

芸術大学
- 絵画学科
- デジタル工芸学科
- キュレーター学科
- ピアノ学科
- 声楽学科
- 管弦楽学科

デザイン大学
- 衣装デザイン学科
- 産業デザイン学科
- メディアデザイン学科

公演芸術大学
- 舞踊学科
- 放送演芸学科
- 実用音楽学科
- モデル学科

## 大学院
一般大学院
- 修士課程 - 29 学科, 博士課程 - 15学科

ファッション専門大学院
- 修士/博士課程 - ファッション

デザイン大学院
- 修士課程 - 産業デザイン, 衣装デザイン, デジタルメディアデザイン

女性開発大学院
- 修士課程 - 文芸創作、社会福祉、国際コンベンションイベント

教育大学院
- 修士課程 - 幼児教育

肥満科学大学院
- 修士課程 - 肥満管理

公演芸術大学院
- 修士課程 - 舞踊, 放送演芸, 実用音楽

国際文化大学院
- 修士課程 - コンベンションイベント, 文化コンテンツ交流, 文化観光

## 国際交流協定大学
- 明海大学
- お茶の水女子大学
- 明治大学

## 主な出身者・在学者
- IU[3]
- アヨン[4]
- イ・スギョン[5]
- キム・アジュン[6]
- キム・ジョンファ[7]
- コン・ヒョンジュ[6]
- ジユル[4]
- チョ・ユニ[6]
- チン・ソヨン[8]
- パク・ギュリ[6]
- パク・チニ[6]
- ホン・スヒョン[6]
- ミョン・セビン[9]
- ユラ[6]